# 시모 후미히코
시모 후미히코 (志茂文彦, 1962년 ~ )는 일본의 시나리오 작가이다. 미야기현 센다이시 출생.

## 참가 작품

### 영화
- 《테니스의 왕자 극장판: 아토베로부터의 선물》 (2005)
- 《스즈미야 하루히의 소실》 (2010)
- 《유리의 꽃과 부수는 세계》 (2016)

### 방송
- 《초중신 그라비온》 (2002)